# Стелс (фильм)
«Стелс» (англ. Stealth) — американский фантастический боевик 2005 года режиссёра Роба Коэна. Фильм был выпущен 29 июля компанией Columbia Pictures, его бюджет составил 138 млн долларов, однако, несмотря на это, фильм был раскритикован в прессе и принёс лишь 76,9 млн долларов кассовых сборов.

## Сюжет
Командование передаёт тройке молодых лётчиков (Бену Ганнону, Каре Уэйд и Генри Парселлу), служащих на гиперзвуковых истребителях F/A-37 Talon («Коготь») на авианосце, «стажёра» «Эди» (EDI) — новейший многоцелевой ударный БПЛА вертикального взлёта и посадки, созданный с использованием технологии «стелс» и наделенный самым совершенным искусственным интеллектом.
Первое боевое крещение «стажёра» — ночной бомбовый удар с пикирования по зданию в Рангуне (где по данным ЦРУ проходил съезд террористов). Однако, по возвращении на борт авианосца в «Эди» при посадке попадает молния; математические алгоритмы искусственного интеллекта нарушаются и робот становится независимым — у него появляется собственная личность. Взломав файлы Пентагона, робот скачивает оттуда военную программу «Чёрный охват», созданную ещё во времена Холодной войны.
Следующий боевой вылет. После самовольной бомбёжки (командование отдало приказ на бомбёжку ядерных объектов, однако командир группы отказался выполнить его, но БПЛА отказался подчиняться его приказу) базы боевиков в горах Таджикистана робот вырывается из-под контроля и, пытаясь выполнить цели программы, отправляется бомбить секретный ядерный центр вероятного противника.
Лётчикам, стажировавшим «Эди», приказано найти его и вернуть на авианосец. Генри («Коготь-3») разбивается о скалу, преследуя робота, самолёт Кары («Коготь-2»), повреждённый при атаке, разваливается в воздухе, сама она приземляется в горах Северной Кореи, по её следам идёт отряд пограничников.
На базе руководитель группы (программы), пытаясь спасти свою репутацию, решает погубить пилотов и через сенатора Рэя передаёт информацию «иностранной державе», а потом приказывает группе приземлиться на Аляске, где героев ждёт смертельная ловушка.
Тем временем Ганнон («Коготь-1»), преследующий «Эди», вступает вместе с ним («Эди» решил объединиться с Ганноном, «чтобы выжить») в бой с тремя «северокорейскими Су-37». После боя Ганнон уговаривает «Эди» отказаться от реализации программы «Чёрный охват». Повреждённые самолёты с трудом дотягивают до секретного «корпоративного» аэродрома на Аляске, где при посадке самолёт Ганнона разрушается.
Однако там Ганнон, понимая, что его хотят убить правительственные агенты, с боем прорывается к «Эди» и, сидя в его кабине, улетает на помощь Каре, которая уходит от погони и почти добралась до границы.
Капитан авианосца собирается арестовать руководителя группы, однако тот пускает себе пулю в голову.
Ганнон приземляется и вступает в бой с корейскими пограничниками. БПЛА, израсходовавший весь боезапас ещё до посадки, жертвует собой, тараня подлетевший корейский боевой вертолёт. Бен и Кара переходят границу и спасаются.
После титров показано, что одна из главных частей искусственного интеллекта ЭДИ осталась невредимой после столкновения с вертолётом и активировалась.

## В ролях

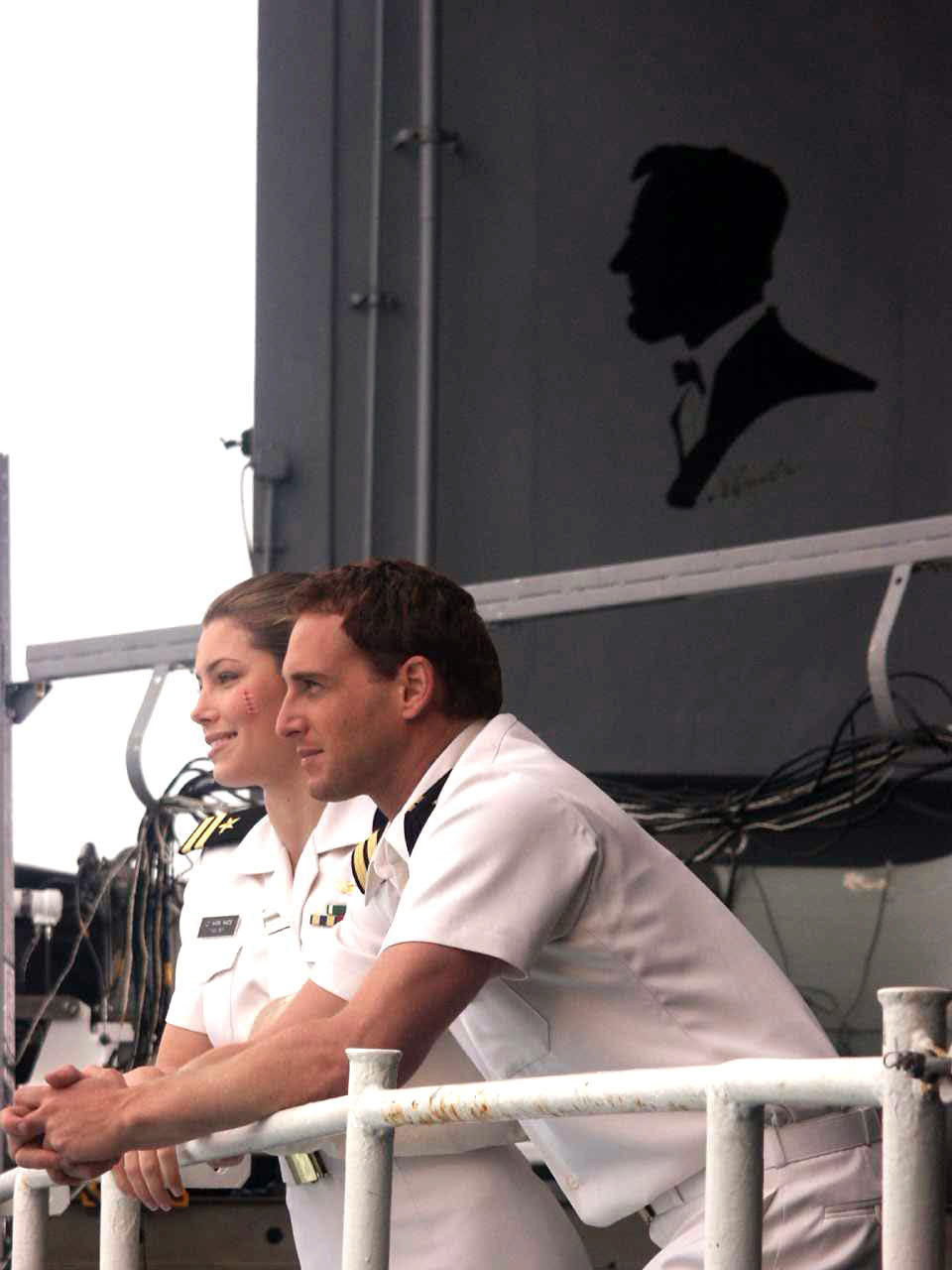
Джессика Бил и Джош Лукас на борту авианосца «Авраам Линкольн» (на самом деле «Карл Винсон»)

| Актёр             | Роль                            |
| ----------------- | ------------------------------- |
| Джош Лукас        | Лейтенант Бен Ганнон (GUNS)     |
| Джессика Бил      | Лейтенант Кара Уэйд (SPECTER)   |
| Джейми Фокс       | Лейтенант Генри Парселл (TOKEN) |
| Сэм Шепард        | капитан Джордж Каммингс         |
| Ричард Роксберг   | доктор Кейт Орбита              |
| Джо Мортон        | капитан корабля Дик Маршфилд    |
| Йан Блисс         | Лейтенант Аарон Шафтсбари       |
| Эбон Мосс-Бакрак  | Джош Хадсон                     |
| Дэвид Эндрюс      | Рэй                             |
| Уэнтуорт Миллер   | Эди (озвучивание)               |
| Меган Гейл        | секретарь доктора Орбиты        |
| Николай Николаефф | пилот русского истребителя      |
| Майкл Денкха      | морской контролёр               |
| Рокки Хелтон      | офицер по вооружениям           |
| Клейтон Адамс     | матрос                          |
| Морис Морган      | матрос                          |
| Вуди Нэйсмит      | матрос                          |
| Чарльз Ндайб      | матрос                          |
| Николас Хэммонд   | дежурный офицер                 |